# Mistrzostwa Świata w Lekkoatletyce 1995 – bieg na 5000 m mężczyzn
Bieg na 5000 m mężczyzn – jedna z konkurencji rozgrywanych podczas mistrzostw świata w lekkoatletyce w 1995. Eliminacje odbyły się 11 sierpnia, a finał został rozegrany 13 sierpnia.
Do konkursu zgłoszonych zostało 48 zawodników z 31 państw.
Zawody w tej konkurencji wygrał reprezentant Kenii Ismael Kirui. Drugą pozycję zajął zawodnik z Maroka Khalid Boulami, trzecią zaś reprezentujący Kenię Shem Kororia.

## Wyniki

### Eliminacje
Bieg 1
| Miejsce | Zawodnik              | Państwo           | Wynik    |
| ------- | --------------------- | ----------------- | -------- |
| 1.      | Dieter Baumann        | Niemcy            | 13:30,59 |
| 2.      | Ibrahim Lahlafi       | Maroko            | 13:31,21 |
| 3.      | Phillimon Hanneck     | Zimbabwe          | 13:31,93 |
| 4.      | Worku Bikila          | Etiopia           | 13:32,47 |
| 5.      | Enrique Molina        | Hiszpania         | 13:32,87 |
| 6.      | Robert Denmark        | Wielka Brytania   | 13:37,14 |
| 7.      | Simon Chemoiywo       | Kenia             | 13:39,04 |
| 8.      | Réda Benzine          | Algieria          | 13:45,39 |
| 9.      | Hamid Sajjadi         | Iran              | 13:53,40 |
| 10.     | Jan Pešava            | Czechy            | 13:53,86 |
| 11.     | Panajiotis Papulias   | Grecja            | 14:00,93 |
| 12.     | Atiq Naaji            | Francja           | 14:06,28 |
| 13.     | Bahadur Prasad        | Indie             | 14:09,51 |
| 14.     | Jim Spivey            | Stany Zjednoczone | 14:25,39 |
| 15.     | Mahmoud-Hasini Sreiss | Jordania          | 14:38,15 |
| –       | Paulo Guerra          | Portugalia        | DNS      |

Bieg 2
| Miejsce | Zawodnik           | Państwo           | Wynik    |
| ------- | ------------------ | ----------------- | -------- |
| 1.      | Gennaro Di Napoli  | Włochy            | 13:23,87 |
| 2.      | Khalid Boulami     | Maroko            | 13:24,05 |
| 3.      | Mark Carroll       | Irlandia          | 13:24,19 |
| 4.      | Ismael Kirui       | Kenia             | 13:24,30 |
| 5.      | Anacleto Jiménez   | Hiszpania         | 13:24,83 |
| 6.      | John Nuttall       | Wielka Brytania   | 13:25,18 |
| 7.      | Abdellah Béhar     | Francja           | 13:26,70 |
| 8.      | Róbert Štefko      | Słowacja          | 13:30,70 |
| 9.      | Mark Coogan        | Stany Zjednoczone | 13:36,86 |
| 10.     | Aurélio Handanga   | Angola            | 13:40,12 |
| 11.     | Wienier Kaszajew   | Rosja             | 13:45,35 |
| 12.     | Silvio Guerra      | Ekwador           | 13:45,81 |
| –       | Abdelkareem Moti   | Palestyna         | DNF      |
| –       | José Ramos         | Portugalia        | DNF      |
| –       | Haile Gebrselassie | Etiopia           | DNS      |
| –       | Charles Mulinga    | Zambia            | DNS      |

Bieg 3
| Miejsce | Zawodnik         | Państwo           | Wynik    |
| ------- | ---------------- | ----------------- | -------- |
| 1.      | Ismaïl Sghyr     | Maroko            | 13:24,56 |
| 2.      | Fita Bayisa      | Etiopia           | 13:25,19 |
| 3.      | Shem Kororia     | Kenia             | 13:25,27 |
| 4.      | Bob Kennedy      | Stany Zjednoczone | 13:26,72 |
| 5.      | Shaun Creighton  | Australia         | 13:29,43 |
| 6.      | Manuel Pancorbo  | Hiszpania         | 13:33,74 |
| 7.      | Ricardo Herrera  | Meksyk            | 13:35,90 |
| 8.      | Cormac Finnerty  | Irlandia          | 13:36,01 |
| 9.      | Mohamed Ezzher   | Francja           | 13:37,05 |
| 10.     | Yahia Azaïdj     | Algieria          | 13:47,63 |
| 11.     | Ruddy Walem      | Belgia            | 13:59,87 |
| 12.     | Adrian Passey    | Wielka Brytania   | 14:08,06 |
| 13.     | Sipho Dlamini    | Suazi             | 14:34,99 |
| 14.     | Ali Awad         | Liban             | 14:46,80 |
| 15.     | Said Gomez       | Panama            | 15:07,13 |
| –       | Alyan Al-Qahtani | Arabia Saudyjska  | DNS      |

### Finał
| Miejsce | Zawodnik          | Państwo           | Wynik    |
| ------- | ----------------- | ----------------- | -------- |
| 01 !    | Ismael Kirui      | Kenia             | 13:16,77 |
| 02 !    | Khalid Boulami    | Maroko            | 13:17,15 |
| 03 !    | Shem Kororia      | Kenia             | 13:17,59 |
| 4.      | Ismaïl Sghyr      | Maroko            | 13:17,86 |
| 5.      | Ibrahim Lahlafi   | Maroko            | 13:18,89 |
| 6.      | Worku Bikila      | Etiopia           | 13:20,12 |
| 7.      | Bob Kennedy       | Stany Zjednoczone | 13:32,10 |
| 8.      | Fita Bayisa       | Etiopia           | 13:34,52 |
| 9.      | Dieter Baumann    | Niemcy            | 13:39,98 |
| 10.     | Phillimon Hanneck | Zimbabwe          | 13:41,28 |
| 11.     | Gennaro Di Napoli | Włochy            | 13:46,51 |
| 12.     | Mark Carroll      | Irlandia          | 13:46,80 |
| 13.     | Anacleto Jiménez  | Hiszpania         | 13:48,53 |
| 14.     | John Nuttall      | Wielka Brytania   | 13:49,25 |
| 15.     | Abdellah Béhar    | Francja           | 14:19,04 |